# Dipartimento di Mayo-Lémié
Il dipartimento di Mayo-Lémié è un dipartimento del Ciad facente parte della provincia di Mayo-Kebbi Est. Il capoluogo è Guélendeng.

## Comuni
Il dipartimento comprende i seguenti comuni:
- Guélendeng
- Katoa
- Nanguigoto